# ام‌وی دومالا
ام‌وی دومالا (به انگلیسی: MV Domala) یک زیردریایی بود که طول آن ۴۵۰ فوت (۱۳۷٫۱۶ متر) بود. این زیردریایی در سال ۱۹۲۰ ساخته شد.